# Метилізоціанат
Метилізоціанат — органічна сполука з формулою CH3NCO. Безбарвна летка рідина з низькою температурою кипіння, що сильно подразнює очі і викликає рясну сльозотечу, пожежо- і вибухонебезпечна. Дуже отруйна, отруєння зазвичай смертельне. Бурхливо реагує з водою.
Метилізоціанат є проміжною хімічною речовиною у виробництві карбаматних пестицидів (таких як карбарил, карбофуран, метоміл і алдікарб) і перегрупуванні Гофмана. Він також використовувався у виробництві гуми та клеїв.
Будучи надзвичайно токсичною та подразнювальною сполукою, він дуже небезпечний для здоров'я людини. Метилізоціанат був основним токсикантом, залученим до катастрофи в Бхопалі, яка короткочасно забрала життя 4000–8000 людей і спричинила незворотні травми та передчасну смерть приблизно 15 000–20 000. Це також дуже сильний сльозогінний засіб.